# Biologia evolutiva
La biologia evolutiva è la disciplina scientifica della biologia che analizza l'origine e la discendenza delle specie, così come i loro cambiamenti, la loro diffusione e diversità nel corso del tempo. Uno studioso di biologia evolutiva è noto come biologo dell'evoluzione o, meno formalmente, evoluzionista. L'anatomia, la fisiologia, il metabolismo e la biochimica degli organismi viventi, vanno a comporre la manifestazione somatica (fenotipo) del patrimonio genetico delle specie (genotipo).
Variazioni nel genotipo corrispondono a variazioni del fenotipo degli organismi, pertanto i biologi dell'evoluzione analizzano la variabilità genetica nelle popolazioni, le variazioni delle frequenze geniche nelle popolazioni e gli effetti delle forze evolutive sul pool genico di una popolazione.
La biologia evolutiva non risponde agli interrogativi riguardanti l'origine della vita, intesa come la comparsa dei primi organismi viventi, o sull'origine del cosmo, intesa come la comparsa della materia, bensì indaga tutti quei fenomeni che possono portare ad una spiegazione dell'attuale biodiversità
A partire dalla fine degli anni novanta ad oggi, le sempre nuove competenze scientifiche ed i progressi nei metodi di ricerca scientifica, hanno portato a non considerare più il genoma come un'entità stabile o statica, soggetta agli influssi apportati da variazioni esterne (mutageni, intercalanti), bensì come un'entità dinamica, in grado anche di variare spontaneamente e dotato anche dell'intrinseca proprietà di plasticità e di riarrangiamento autonomo della propria struttura, ciò ha portato alla nascita di una nuova disciplina definita biologia evolutiva dello sviluppo.
La biologia evolutiva è un campo interdisciplinare, dato che interessa scienziati di un'ampia varietà di discipline sia di campo che di laboratorio. Per esempio, interessa di solito scienziati che hanno conoscenze specialistiche su organismi particolari, come la mammologia, l'ornitologia o l'erpetologia, ma si servono di questi organismi per strategie di ricerca finalizzate a formulare  ipotesi generali riguardo all'evoluzione. Interessa anche i paleontologi e i geologi che tramite i fossili possono formulare  ipotesi sui tempi e le modalità dell'evoluzione della vita, gli studiosi in aree come la genetica delle popolazioni e la psicologia dell'evoluzione. Negli anni novanta la biologia dello sviluppo rientrò a far parte della biologia evolutiva, dopo la sua esclusione iniziale dal Neodarwinismo, attraverso lo studio della biologia evolutiva dello sviluppo.
Le sue conclusioni vengono estese a nuove discipline che studiano l'evoluzione socioculturale del genere umano e il l'evoluzione del comportamento. Le strutture di idee e strumenti concettuali della biologia evolutiva trovano applicazione inoltre nello studio di una gamma di argomenti che include la computazione e la nanotecnologia.
La vita artificiale è una branca della bioinformatica che tenta di modificare o persino ricostruire l'evoluzione di organismi descritta dalla biologia evolutiva, servendosi della matematica e dei modelli al computer.

## Storia
La biologia evolutiva come disciplina accademica di diritto è emersa in conseguenza al neodarwinismo negli anni trenta e quaranta del '900. Fino agli anni settanta e ottanta, comunque, un numero significativo di università non aveva dipartimenti che includevano precisamente il termine biologia evolutiva nei loro nomi. Negli Stati Uniti, in conseguenza alla rapida crescita della biologia cellulare e molecolare, molte università hanno diviso (o unito) i loro dipartimenti di biologia in dipartimenti in stile biologia cellulare e molecolare ed ecologia e biologia evolutiva (che hanno spesso sostituito precedenti dipartimenti di paleontologia, zoologia e simili).
La microbiologia si è recentemente sviluppata come disciplina evolutiva. Inizialmente, veniva ignorata per la scarsezza di caratteri morfologici e per la mancanza del concetto di specie in microbiologia. Ora, invece, i ricercatori dell'evoluzione si stanno avvalendo dell'estesa conoscenza della fisiologia dei microbi, della facilità della loro genomica e del loro rapido tempo di riproduzione per rispondere a domande relative all'evoluzione. Studi analoghi hanno portato a progressi riguardo all'evoluzione dei virus, in particolare dei batteriofagi.

## Biologi evoluzionisti famosi
I più famosi biologi evoluzionisti sono:
- Richard D. Alexander
- Bruno Battaglia
- Pete Buston
- James F. Crow
- Charles Darwin
- Richard Dawkins
- Theodosius Dobzhansky
- Niles Eldredge
- R.A. Fisher
- Stephen Jay Gould
- Lynn Margulis
- Thomas Cavalier-Smith
- Ernst Haeckel
- J.B.S. Haldane
- W.D. "Bill" Hamilton
- Thomas Henry Huxley
- Daniel Janzen
- Motoo Kimura
- Jean-Baptiste Lamarck
- Richard Levins
- Richard Lewontin
- Gustave Malécot
- Pierre Louis Maupertuis
- Ernst Mayr
- John Maynard Smith
- Robert Trivers
- Alfred Russel Wallace
- August Weismann
- George C. Williams
- Allan Wilson
- Edward Osborne Wilson
- Sewall Wright
- Carl Woese
- Eske Willerslev

### Libri di testo
- Scott R. Freeman and Jon C. Herron, Evolutionary Analysis, Prentice Hall (2003) ISBN 0-13-101859-0
- Douglas J. Futuyma, Evolutionary Biology (3rd Edition), Sinauer Associates (1998) ISBN 0-87893-189-9
- Douglas J. Futuyma, Evolution, Sinauer Associates (2005) ISBN 0-87893-187-2
- Mark Ridley, Evolution (3rd edition), Blackwell (2003) ISBN 1-4051-0345-0
- Michael R. Rose and Laurence D. Mueller, Evolution and Ecology of the Organism, Prentice Hall (2005) ISBN 0-13-010404-3
- Monroe W. Strickberger, Evolution (3rd Edition), Jones & Bartlett Publishers (2000) ISBN 0-7637-1066-0

### Monografie importanti ed altre opere
- Jean-Baptiste Lamarck (1809) Philosophie Zoologique
- Charles Darwin (1859) The Origin of Species
- Thomas Henry Huxley (1863) Il posto dell'uomo nella natura
- Charles Darwin (1871) The Descent of Man and Selection in Relation to Sex
- R.A. Fisher (1930) The Genetical Theory of Natural Selection
- J. B. S. Haldane (1932) The Causes of Evolution
- Ernst Mayr (1941) Systematics and the Origin of Species
- Susumu Ohno (1970) Evolution by gene duplication
- Richard Dawkins (1976) The Selfish Gene
- Motoo Kimura (1983) The Neutral Theory of Molecular Evolution